# Леуши
Леуши — село в Кондинском районе Ханты-Мансийского автономного округа — Югры России. Административный центр сельского поселения Леуши.
Расположен у юго-восточной оконечности проточного озера Леушинский Туман, в месте вытекания из него реки Ах (правого притока Конды).

## История
По переписи 1926 года в селе насчитывалось 53 хозяйства, в которых проживало 200 человек. В Леушинском сельском Совете имелся милицейский участок, фактория Госторга, потребительская кооперация, хлебопродуктовая база Комитета Севера, школа первой ступени, читальная изба, церковь на берегу реки Ах.
В 1936 году организован колхоз «Заря социализма». Жители села занимались разведением крупного рогатого скота, земледелием, охотой, сбором дикоросов, рыболовством.
В 1942 году в Леушах был детский интернат на 45 мест.
В 40-е годы XX века в Леушах начала работать семилетняя школа, а затем и средняя школа.
Леуши был административным селом, где находились конторы многих предприятий: Кондинский ЛПХ, Кондинская сплавконтора, Химлесхоз, ОРС Кондинского ЛПХ, Лесхоз, отделение госбанка, МТС, маслозавод, больница.
Сегодня в селе Леуши находится Леушинская средняя общеобразовательная школа, амбулатория больницы, коррекционная школа, детский сад.

## Население
| 2010 |
| ---- |
| 1197 |

По данным 1926 года в селе жило 200 человек.

## Климат
Климат резко континентальный, зима суровая, с сильными ветрами и метелями, продолжающаяся пять-шесть месяцев. Лето относительно тёплое, но быстротечное.
| Показатель                    | Янв.  | Фев.  | Март  | Апр.  | Май   | Июнь | Июль | Авг. | Сен. | Окт.  | Нояб. | Дек.  | Год   |
| ----------------------------- | ----- | ----- | ----- | ----- | ----- | ---- | ---- | ---- | ---- | ----- | ----- | ----- | ----- |
| Абсолютный максимум, °C       | 3,7   | 8,3   | 15,2  | 29,0  | 33,8  | 36,4 | 36,3 | 34,1 | 30,6 | 23,5  | 10,7  | 4,0   | 36,4  |
| Средний суточный максимум, °C | −13,2 | −10   | −1    | 7,3   | 15,8  | 21,6 | 23,6 | 19,9 | 13,2 | 5,3   | −5,5  | −11,1 | 5,5   |
| Средняя температура, °C       | −16,9 | −14,4 | −5,7  | 2,1   | 10,0  | 16,2 | 18,5 | 15,1 | 9,0  | 1,9   | −8,7  | −14,6 | 1,0   |
| Средний суточный минимум, °C  | −20,6 | −18,5 | −10,2 | −2,5  | 4,7   | 11,2 | 13,7 | 10,9 | 5,4  | −1    | −11,8 | −18,1 | −3,1  |
| Абсолютный минимум, °C        | −46   | −45,1 | −37,9 | −27,5 | −13,2 | −3   | 1,4  | −1,4 | −8   | −27,9 | −40,1 | −48,3 | −48,3 |
| Норма осадков, мм             | 24    | 19    | 25    | 27    | 46    | 63   | 70   | 77   | 58   | 38    | 32    | 27    | 506   |
| Источник: Погода и климат     |       |       |       |       |       |      |      |      |      |       |       |       |       |